# Azúcar Moreno
Azúcar Moreno – hiszpański zespół muzyczny, założony w 1984 roku przez siostry: Encarnę (10 stycznia 1961) i Toñi Salazar (14 marca 1963), urodzone w Badajoz w znanej romskiej rodzinie artystycznej.

## Historia zespołu

### Początki
Zanim siostry Salazar rozpoczęły własną karierę muzyczną, śpiewały w chórkach zespołu Los Chunguitos, w skład którego wchodzili ich trzej starsi bracia, znani w swoim kraju już od 1974 roku. W 1982 roku Encarną i Toñi zainteresowała się wytwórnia muzyczna i dwa lata później ukazał się ich pierwszy album Con la Miel en los Labios. Inspiracją do nazwania zespołu Azúcar Moreno była piosenka The Rolling Stones, Brown Sugar.

### Konkurs Piosenki Eurowizji 1990
W 1990 roku Azúcar Moreno zostały wybrane na reprezentantki Hiszpanii podczas 35. Konkursu Piosenki Eurowizji w Zagrzebiu z utworem „Bandido”. Wokalistki zajęły wówczas piąte miejsce w finałowej klasyfikacji, a ich występ został zapamiętany z powodu problemów technicznych z dźwiękiem – ścieżka dźwiękowa nie była zsynchronizowana z muzykami występującymi na żywo i, gdy zespół zauważył błąd operatora, zszedł ze sceny, aby po paru sekundach powrócić i już bez żadnych problemów wykonać piosenkę. Dzięki udziałowi w Eurowizji zespół zyskał międzynarodową popularność, a ich konkursowa propozycja stała się wielkim hitem w Hiszpanii, Ameryce Łacińskiej oraz w Turcji.

### Sukcesy
Po udziale w Konkursie Piosenki Eurowizji zespół nagrał jeszcze wiele hitów, wśród których znajdowały się piosenki takie jak „Mambo”, „Tú quieres más” czy „Ven devórame otra vez”. Największym sukcesem cieszyły się ich albumy studyjne: Esclava de Tu Piel (1996), Olé (1998) i Amén (2000). W 2006 roku wzięły udział w hiszpańskich eliminacjach do 51. Konkursu Piosenki Eurowizji z piosenką „Clávame”, jednak ostatecznie finał wewnętrznych selekcji wygrał zespół Las Ketchup.

### Zawieszenie działalności zespołu
27 listopada 2007 roku zespół ogłosił tymczasowe zawieszenie działalności zespołu z powodu choroby Encarny (rak piersi), podczas której musiała poddać się chemioterapii, a także z powodu konfliktu pomiędzy obiema siostrami. W czasie zawieszenia działalności zespołu zarówno Toñi, jak i Encarna nagrały solowe albumy, jednak żadna z nich nie zyskała dużej popularności jako solistka.

### Wznowienie działalności zespołu
W listopadzie 2013 roku siostry spotkały się w programie Tu Cara Me Suena (pierwowzorze polskiego Twoja Twarz Brzmi Znajomo), gdzie bracia wokalistek imitowali ich eurowizyjny występ. Wtedy Encarna i Toñi rozmawiały ze sobą po raz pierwszy od sześciu lat, pogodziły się na oczach telewidzów i zapowiedziały powrót Azúcar Moreno z nową płytą oraz trasą koncertową. Ich pierwszy singiel po wznowieniu działalności, „Punto de partida”, ukazał się w lipcu 2014 roku.

## Dyskografia

### Albumy studyjne
- 1984 – Con la Miel en los Labios
- 1986 – Estimúlame
- 1988 – Carne de Melocotón
- 1990 – Bandido
- 1991 – Mambo
- 1992 – Ojos Negros
- 1994 – El Amor
- 1996 – Esclava de Tu Piel
- 1998 – Olé
- 2000 – Amén
- 2001 – Únicas
- 2003 – Desde el Principio
- 2006 – Bailando Con Lola
- 2020 - El Secreto

### Single
- 1984 „Azúcar Moreno” / „Luna Coqueta”
- 1984 „Que Sí, Que No” / „No Quiero Que Me Quieras”
- 1984 „Canela” / „El Girasol”
- 1986 „Estimúlame” / „Ámame”
- 1988 „Aunque Me Falte el Aire”  / „Limón Amargo”
- 1988 „Debajo del Olivo” (Mix in Spain) / „Debajo del Olivo” (Dub Mix)
- 1989 „Aunque Me Falte el Aire” (Lerele Mix) / „Aunque Me Falte el Aire” (Dub Mix)
- 1989 „Chica Vaivén” (Express Mix) / „Chica Vaivén” (Dub Mix)
- 1989 „Alerta Corazón” (Casablanca Mix) / „Alerta Corazón” (Dub Mix)
- 1990 „Bandido” / „Bandido” (Instrumental)
- 1990 „Ven Devórame Otra Vez”
- 1990 „A Caballo”
- 1991 „Torero!”
- 1991 „Mambo”
- 1991 „Tú Quieres Más (Porque Te Amo)”
- 1991 „Ahora O Nunca”
- 1991 „Lujuria”
- 1992 „Moliendo Café”
- 1992 „Hazme el Amor”
- 1993 „Veneno”
- 1993 „Azucarero” (Remix)
- 1993 „Mírame”
- 1994 „El Amor” / „Ando Buscando un Amor”
- 1994 „No Será Fácil”
- 1994 „Hay Que Saber Perder”
- 1996 „Sólo Se Vive una Vez” (The Caribbean Remixes) / (The Mediterranean Remixes)
- 1996 „Esclava de Tu Piel”
- 1996 „Hoy Tengo Ganas de Ti”
- 1996 „La Cita”
- 1997 „Bandolero”
- 1997 „Hava Naguila”
- 1997 „Muévete Salvaje” / „Bandido”
- 1997 „Tápame”
- 1998 „¡Mecachis!”
- 1998 „No Pretenderás”
- 1998 „Olé”
- 1998 „Cumbaya” / „Ese Beso”
- 1999 „Agua Que No Has de Beber”
- 2000 „Amén”
- 2000 „Dale Que Dale”
- 2000 „Mamma Mía”
- 2000 „Abracadabra”
- 2001 „Ay Amor”
- 2002 „Bésame” (Mixes)
- 2002 „Volvería A Nacer”
- 2002 „Tequila” (Mixes)
- 2002 „Divina de la Muerte”
- 2003 „Mi Ritmo”
- 2003 „Sobreviviré”
- 2004 „Se Me Va”
- 2004 „Él”
- 2006 „Clávame”
- 2006 „Bailando Con Lola”
- 2007 „20 Años”
- 2014 „Punto de Partida”
- 2015 „Pegaíto”
- 2016 „Agarraíta a la Vida”
- 2018 „No Me Des Guerra”
- 2019 „El Secreto”